# Alfred Michiels
Pour les articles homonymes, voir Michiels.
Joseph Alfred Xavier Michiels, né le 25 décembre 1813 à Rome et mort le 28 octobre 1892 à Paris VIe, est un essayiste et bibliothécaire franco-belge, aussi historien et critique d’art, et traducteur. 

## Biographie
Alfred Michiels, né d'un père anversois et d'une mère bourguignonne, a été bibliothécaire à l'école des beaux-arts de Paris.
Il était membre de la Société des agathopèdes.

## Œuvre
- Études sur l'Allemagne (2 volumes, Vandale, Bruxelles, 1845)
- Histoire des idées littéraires en France au XIXe siècle et de leurs origines dans les siècles antérieurs (2 volumes, Dentu, Paris 1863)
- Le comte de Bismarck, sa biographie et sa politique (Vanderauwera, Bruxelles, 1871)
- Histoire de la guerre franco-prussienne et de ses origines (Vanderauwa, Bruxelles / Picard, Paris, 1871)
- Voyage d'un amateur en Angleterre (Loones, Paris, 1872)
- L'architecture et la peinture en Europe depuis le IVe jusqu'à la fin du XVIe siècle (Loones, Paris, 1873)
- Rubens et l'école d'Anvers (Loones, Paris, 1877)
- Histoire secrète du gouvernement autrichien (Charpentier, Paris, 1879)
- Van Dyck et ses élèves (Loones, Paris, 1881)
- Le monde du comique et du rire (Lévy, Paris, 1886)